# Gisele de Oliveira
Gisele de Oliveira, auch Gisele Lima de Oliveira (* 1. August 1980 in Porto Alegre) ist eine brasilianische Dreispringerin.
2005 wurde sie Südamerika-Meisterin. 2008 schied sie bei den Olympischen Spielen in Peking in der Qualifikation aus und wurde Achte beim Leichtathletik-Weltfinale in Stuttgart. Im Jahr darauf wurde sie Zwölfte bei den Leichtathletik-Weltmeisterschaften in Berlin.

## Persönliche Bestleistungen
- Weitsprung: 6,66 m, 31. Mai 2008, Cochabamba
  - Halle: 6,37 m, 20. Februar 2004, Clemson
- Dreisprung: 14,28 m, 16. April 2008, São Paulo
  - Halle: 14,03 m, 7. Februar 2009, Valladolid 	07/02/2009